# Lee Min-seong
Lee Min-seong (* 23. Juni 1973 in Gyeonggi-do, Siheung) ist ein ehemaliger südkoreanischer Fußballspieler, der zuletzt bei Yongin City FC in der Korea National League spielte. Aktuell steht er als Trainer bei Daejeon Hana Citizen FC unter Vertrag.

## Karriere als Spieler

### Jugendzeit
Lee Min-seong besuchte in seiner Schulzeit die Siheung Elementary School, danach die Moonil Middle School sowie die Moonil High School, ehe er anschließend von 1992 bis 1995 an die Ajou-Universität ging.

### Fußball-Karriere in Südkorea
Seine Karriere fing er 1996 bei den Pusan Daewoo Royals in der K League an. Mit ihnen gewann er 1997 die Südkoreanische Meisterschaft. Des Weiteren gewann er 1997 die beiden Ligapokale, den Adidas-Cup und den Prospec-Cup. Im darauffolgenden Jahr konnte er erneut den Ligapokal einmal für sich gewinnen. Von 1999 bis 2001 wechselte er auf Leihbasis zum halbprofessionellen Verein Sangmu FC, um dort seinen Militärdienst abzuleisten. Anschließend kehrte er zu seinem Stammverein zurück. Nach 77 Pflichtspieleinsätzen wechselte er Ende 2002 zum Ligakonkurrenten Pohang Steelers. Bis Ende 2004 kam er bei den Steelers auf insgesamt 62 Pflichtspieleinsätzen. Anfang 2005 wechselte er zum FC Seoul. Mit dem FC Seoul zusammen gewann er 2006 erneut den Ligapokal. Ende 2008 verlängerte der FC Seoul mit dem inzwischen 35-jährigen Lee Min-seong seinen Vertrag nicht mehr, sodass er nach 65 Pflichtspieleinsätzen für den FC Seoul den Verein wieder verlassen musste. Nach einem Jahr Vertragslosigkeit verpflichtete der neugegründete Halbprofiverein Yongin City FC ihn für ein Jahr. In diesem einen Jahr war er als Spieler, aber zugleich auch als Co-Trainer angestellt beim Verein. Ende 2010 beendete er seine aktive Laufbahn.

## Karriere in der Nationalmannschaft
Lee Min-seong lief von 1995 bis 2004 für die Südkoreanische Fußballnationalmannschaft insgesamt 67-mal auf. In dieser Zeit konnte er mit der Nationalmannschaft bei der Fußball-Asienmeisterschaft 2000 den 3. Platz sowie bei der heimischen Fußball-Weltmeisterschaft 2002 den 4. Platz feiern.

## Karriere als Trainer
Seine Trainerlaufbahn fing er bei seiner letzten Spielerlaufbahn-Station Yongin City FC an. Dort war er bis Ende 2011 Co-Trainer unter Jeong Kwang-seok. 2012 wurde er beim Chinesischen Erstligisten Guangzhou Evergrande unter Lee Jang-su Co-Trainer. Er wechselte allerdings Mitte 2012 wieder zurück nach Südkorea und schloss sich bei Gangwon FC ebenfalls als Co-Trainer an. 2013 wechselte er weiter zum Ligakonkurrenten Jeonnam Dragons, wo er wieder Co-Trainer wurde. Anfang 2015 verpflichtete Ulsan Hyundai ihn als 2. Co-Trainer unter Yun Jeong-hwan. Von 2016 bis 2017 wechselte er erneut in die Chinese Super League, zu Changchun Yatai, wo er ebenfalls unter Lee Jang-su als 2. Co-Trainer arbeitete. Von 2018 bis 2020 war er anschließend 2. Co-Trainer bei der U23-Auswahl Südkoreas. Anfang 2021 verpflichtete der Zweitligist Daejeon Hana Citizen FC ihn als Trainer.